# 興平 (唐寓之)
興平（こうへい）は、南北朝時代に唐寓之が建てた私年号。486年。

## 西暦・干支との対照表
| 興平 | 元年  |
| 西暦 | 486年 |
| 干支 | 丙寅  |